# (36836) 2000 SN109
2000 SN109 (asteroide 36836) é um asteroide da cintura principal. Possui uma excentricidade de 0.03933520 e uma inclinação de 0.37149º.
Este asteroide foi descoberto no dia 24 de setembro de 2000 por LINEAR em Socorro.